# Petkovți, Veliko Tărnovo
Petkovți (în bulgară Петковци) este un sat în comuna Elena, regiunea Veliko Tărnovo,  Bulgaria. 

## Demografie
Componența etnică a satului Petkovți
     Bulgari (75%)
     Nicio identificare (25%)
     Altele (0%)
La recensământul din 2011, populația satului Petkovți era de 8 locuitori. Din punct de vedere etnic, majoritatea locuitorilor (75%) erau bulgari. Pentru 25% din locuitori nu este cunoscută apartenența etnică.